# Korel Engin
Korel Engin, conosciuta anche come Cori Enghusen (Bothell, 8 aprile 1980), è un'ex cestista statunitense naturalizzata turca.
Alta 200 cm, giocava come centro.

## Carriera
È stata selezionata dalle Houston Comets al quarto giro del Draft WNBA 2002 (58ª scelta assoluta).
Con la Turchia ha disputato due edizioni dei Campionati europei (2005, 2007).

## Palmarès
- Campionessa NWBL (2003)